# تسخیر قطب (فیلم ۱۹۱۲)
تسخیر قطب (به فرانسوی: À la conquête du pôle) فیلمی صامت و کوتاه در ژانر علمی-تخیلی، ماجراجویی و ترسناک به کارگردانی ژرژ ملی‌یس و محصول سینمای فرانسه است که در سال ۱۹۱۲ منتشر شد. این فیلم الهام‌گرفته از رمان‌های ماجراهای کاپیتان هاتراس و سفرهای شگفت‌انگیز اثر ژول ورن است.